# Рух за вільне програмне забезпечення
Рух за вільне програмне забезпечення (англ. Free software movement) — суспільний рух, що ставить собі за мету гарантування користувачам вільного програмного забезпечення ряду чотирьох основних свобод:
- Свобода виконувати програму в будь-яких цілях (свобода 0).
- Свобода вивчати роботу програми і модифікувати програму, щоб вона виконувала ваші обчислення, як ви побажаєте (свобода 1). Це передбачає доступ до початкового тексту.
- Свобода передавати копії, щоб допомогти своєму ближньому (свобода 2).
- Свобода передавати копії змінених версій іншим (свобода 3). Цим ви можете дати всьому співтовариству можливість отримувати вигоду від ваших змін. Це передбачає доступ до початкового тексту[1].

Хоч і базується на традиціях і філософії субкультури хакерів часів 1970-х, офіційно рух був заснований, коли 1983 року Річард Столмен запустив GNU Project.
Для підтримки руху за програмне забезпечення Столмен заснував Фонд вільного програмного забезпечення (англ. Free Software Foundation, FSF).

## Філософія
Філософія руху полягає в тому, що використання комп'ютера не повинно перешкоджати людському спілкуванню та співпраці. На практиці це означає відмову від патентованих програм, які створюють подібні обмеження, та сприяння розвитку вільного програмного забезпечення, основною метою якого є звільнення всіх «у кіберпросторі» (тобто всіх користувачів комп'ютера).
Столмен наголошує, що така діяльність скоріш стимулюватиме, а не стримуватиме технологічний прогрес, оскільки уникатимуться затрати зусиль на повторне написання коду. Натомість, ці зусилля можна буде вкласти в розвиток прекрасного.
|                  | Програмне забезпечення відрізняється від матеріальних об'єктів, таких як стільці, сендвічі чи бензин, тим, що його значно простіше копіювати й змінювати. Саме ці особливості роблять програмне забезпечення корисним; ми вважаємо, що програми повинні приносити вигоду не лише своєму розробнику. |
| — Річард Столмен | |

Учасники Руху вважають, що всі користувачі програмного забезпечення повинні володіти всіма Основними свободами. Деякі розробники та користувачі вільного програмного забезпечення не вважають власницьке програмне забезпечення аморальним, посилаючись на підвищену рентабельність бізнес-моделей, доступних для власницького програмного забезпечення, а також його зручність і технічні переваги.
«Хоч соціальні зміни можуть здаватись ненавмисним побічним продуктом технічного прогресу, прихильники нових технологій часто вважають їх інструментом позитивних соціальних змін.» Ці слова Джоела Веста, професора Державного університету Сан-Хосе передають філософію руху за вільне програмне забезпечення та вказують на причини його життєздатності. Вважається, що розвиток нових технологій не лише впливає на соціальні зміни, але й, з певної точки зору, спричиняє їх. То чи етично обмежувати певних людей в доступі до технологічних новинок? Рух має за мету, якщо й не змінити щось безпосередньо, то хоча б підвищити рівень обізнаності про вплив фізичних речей, що нас оточують. До прикладу, комп'ютери дають нам набагато більше свободи, ніж було до їх появи, то чим повинні бути ці свободи, вибірковим привілеєм чи загальним надбанням?
Члени Фонду вільного програмного забезпечення вважають, що на всі програми повинні мати вільну документацію, зокрема й для того, аби свідомі програмісти мали можливість змінювати й дописувати посібники з використання відповідно до змін, які вони внесли до самих програм. Водночас, члени Фонду вважають свободу робити зміни до інших видів письмових робіт менш важливою. Всередині руху за вільне програмне забезпечення, фонд FLOSS посібників має за мету створення такої документації. Члени Руху стверджують, що праці, що служать практичним цілям, також мають бути вільними.

## Діяльність

### Написання й поширення вільного програмного забезпечення
Основна діяльність Руху полягає в розробці програмного забезпечення. Крім всього іншого, Рух категорично відкидає власницьке програмне забезпечення, відмовляючись інсталювати програмне забезпечення, що не дає їм свобод вільного програмного забезпечення. Згідно зі Столменом, «Єдина річ у сфері у сфері програмного забезпечення, яка гірша за несанкціоновану копію платної програми — це санкціонована копія цієї програми, бо крім того, що вона завдає тієї ж шкоди усій спільноті користувачів, зазвичай розробник, розсадник цього зла, ще й отримує від неї прибуток».

### Підвищення обізнаності
Деякі послідовники Руху займаються публічними виступами та доповідями на конференціях, що стосуються програмного забезпечення, щоб підвищити рівень обізнаності про свободу програмного забезпечення. Це вважається важливим, оскільки люди, що використовують вільне програмне забезпечення, але не знають, що воно вільне, можуть пізніше замінити його власницьке не-вільними аналогами чи встановити додаткове програмне забезпечення, що не є вільним.

### Етична рівність
Маргарет С. Еліот, дослідник Інституту програмного забезпечення при Каліфорнійському університеті в Ірвайні, не лише підкреслює ту користь, що її приносить Рух за вільне програмне забезпечення, вона стверджує, що необхідно давати кожній людині рівні можливості використовувати Інтернет, виходячи з припущення, що комп'ютер доступний кожному. Згідно з Еліот, відколи світ став більш прив'язаним до рамок технологій та їх розвитку, створення «вибіркового» інтернету, що дозволятиме вільно користуватись мережею лише деяким людям, є повною нісенітницею. Багато дослідників, що дбають про підвищення рівня обізнаності про Рух, кажуть, що якщо ми хочемо жити в більш відкритому світі, який підтримується комунікаціями і глобальною співпрацею, ми всі повинні стати на захист позицій вільного програмного забезпечення.

## Законодавство
Чимало лобістської роботи було вкладено в протистояння патентуванню програмного забезпечення та поширенню власницьких законів. Інші форми лобіювання зосереджуються безпосередньо на використанні вільного програмного забезпечення урядовими агентствами та проєктами.
Уряд Венесуели в січні 2006 р. прийняв закон про вільне програмне забезпечення. Постанова №. 3,390 зобов'язала всі урядові агентства перейти на вільне програмне забезпечення впродовж двох років.
Конгресмени Едгар Девід Віллануева та Жак Родрік Акерман внесли в Республіці Перу законопроєкт 1609 про «Вільне програмне забезпечення в галузі державного управління». Інцидент миттєво привернув увагу Корпорації Майкрософт. Генеральний менеджер Перуанського відділення написав листа доктору Віллануеві, чия відповідь набула всесвітньої слави і досі вважається класичною аргументацією переваг використання вільного програмного забезпечення урядовими установами.
В США були спроби впровадити закон на державному рівні про заохочення використання вільного програмного забезпечення державними органами.

## Підгрупи і розколи
Подібно до багатьох соціальних рухів, рух за вільне програмне забезпечення має постійні внутрішні конфлікти, зокрема міжособистісні, а також конфлікти між прихильниками компромісу та прихильниками суворого дотримання цінностей.

### Open Source
У 1998 році, коли стало відомо, що Netscape зробить свій популярний вебпереглядач вільним, було проведено стратегічне засідання з метою розробити потужніше економічне обґрунтування для вільного програмного забезпечення, що зосереджуватиметься насамперед на технологіях, а не на політиці. Після цього Ерік Реймонд та Брюс Перенс започаткували Open Source ініціативу (англ. Open Source Initiative, OSI), щоб популяризувати термін «відкрите програмне забезпечення» як альтернативу «вільному програмному забезпеченню». OSI хотіли позбутись непорозуміння в термінології, крім того, деякі член OSI не погоджувалися з позицією вільного програмного забезпечення, що подавала власницьке програмне забезпечення як щось неетичне, а то й взагалі як соціальну проблему. Натомість, вони стверджували, що open-source є лише вищою формою розробки програмного забезпечення.
Останнє стало поглядом таких людей, як Ерік Реймонд та Лінус Торвальдс, в той час як Брюс Перенс стверджує, що open-source мав лише популяризувати вільне програмне забезпечення у формі нового бренду і навіть закликав повернутись до базових етичних принципів.
Деякі захисники вільного програмного забезпечення використовують термін «вільне та відкрите програмне забезпечення» (англ. free and open-source software, FOSS) як форму компромісу, стягуючи докупи філософію двох течій задля єднання захисників обох, вільного та відкритого програмного забезпечення, у спільній праці над проєктами. Деякі користувачі вірять, що оскільки компромісний термін охоплює обидва аспекти, він ідеальний для сприяння як свободі користувачів програмного забезпечення так і розбудові ідеї вищості моделі open-source розробки. Ці еклектичні погляди підсилюються ще й тим фактом, що значна більшість ліцензій, затверджених OSI, а також самопроголошених open-source програм є сумісними з формалізмами вільного програмного забезпечення.
Попри те, що деякі люди надають перевагу поєднанню вільного та відкритого програмного забезпечення ці дві течії пропагують зовсім різні ідеї та цінності. Така двозначність вперше виникла 1998 року, коли термін «відкрите програмне забезпечення» став використовуватись як заміна «вільному програмному забезпеченню». Члени спільноти вільного програмного забезпечення використовували ці два терміни для розрізнення різних видів своєї діяльності. Рух за відкрите програмне забезпечення посилається на software being open as a practical question as opposed to an ethical dilemma. Інакше кажучи, він фокусується, здебільшого, на розробці. В кінцевому підсумку, рух за відкрите програмне забезпечення вважає, що не-вільне програмне забезпечення є поганим рішенням, та все ж, цілком прийнятним.
З іншого боку, рух за вільне програмне забезпечення вважає вільні програми моральним імперативом: власницьке програмне забезпечення має відкидатись із соціальних міркувань, що лише вільне програмне забезпечення має розроблятись і вчитись працювати із завданням зробити комп'ютерні технології корисними для людства. Члени руху стверджують, що переваги вільного програмного забезпечення, незалежно від того, економічні вони чи технічні, є наслідком тих прав, якими володіють розробники та користувачі вільного програмного забезпечення. Яскравим прикладом є високий рівень довіри, як результат малоймовірності того, що вільне програмне забезпечення буде призначене для поганого поводження чи шпигування за користувачами. Водночас, переваги, що пропонуються open-source рухом були поставлені під сумнів як зсередини так і зовні руху за вільне програмне забезпечення. Не зовсім ясно, чи справді вільне та відкрите програмне забезпечення робить код більш продуктивним та менш вразливим. Дослідники Роберт Ґласс та Бенджемін Мако Хілл, статистично доводять, що, зазвичай, це не так.

Через багатозначність англійського слова free виникає багато плутанини, тому члени табору вільного програмного забезпечення вдаються до різноманітних порівнянь та аналогій, таких як «безкоштовне пиво — вільне мовлення» (англ. free beer — free speech), щоб зробити визначення точнішим та уникнути непорозумінь стосовно рентабельності вільного програмного забезпечення. Прикметник libre здобув прихильність деяких членів англомовного сектора руху за вільне програмне забезпечення, як такий, що однозначно передає поняття свободи, на якому базується вільне програмне забезпечення. Попри те, він використовується лише для пояснень і уточнень, тому не утворює ніякої нової течії. Насправді, у всіх мовах, де слова «вільний» на «безкоштовний» розрізняються (як от в українській), для позначення вільного програмного забезпечення використовується перший варіант. Члени Руху вважають, що попри схильність слова «free» породжувати плутанину для новачків своєю інтуїтивною двозначністю, людина, яка зрозуміє різницю між поняттями «вільний» та «безкоштовний», не робитиме помилок стосовно вільного програмного забезпечення. Вони наголошують, що поняття «open-source» також призводить до непорозумінь, оскільки багато хто вважає, що достатньо виставити вихідний код програми у вільний доступ, щоб зробити її «відкритою».
|                      | Поняття “вільна програма” стосується волі, а не вартості. Щоб вірно сприймати цю концепцію, ви повинні розуміти слово “вільний” у тому сенсі, який полягає у вислові “вільне мовлення”, а не “безкоштовне пиво”. |
| — Офіційний сайт GNU | |

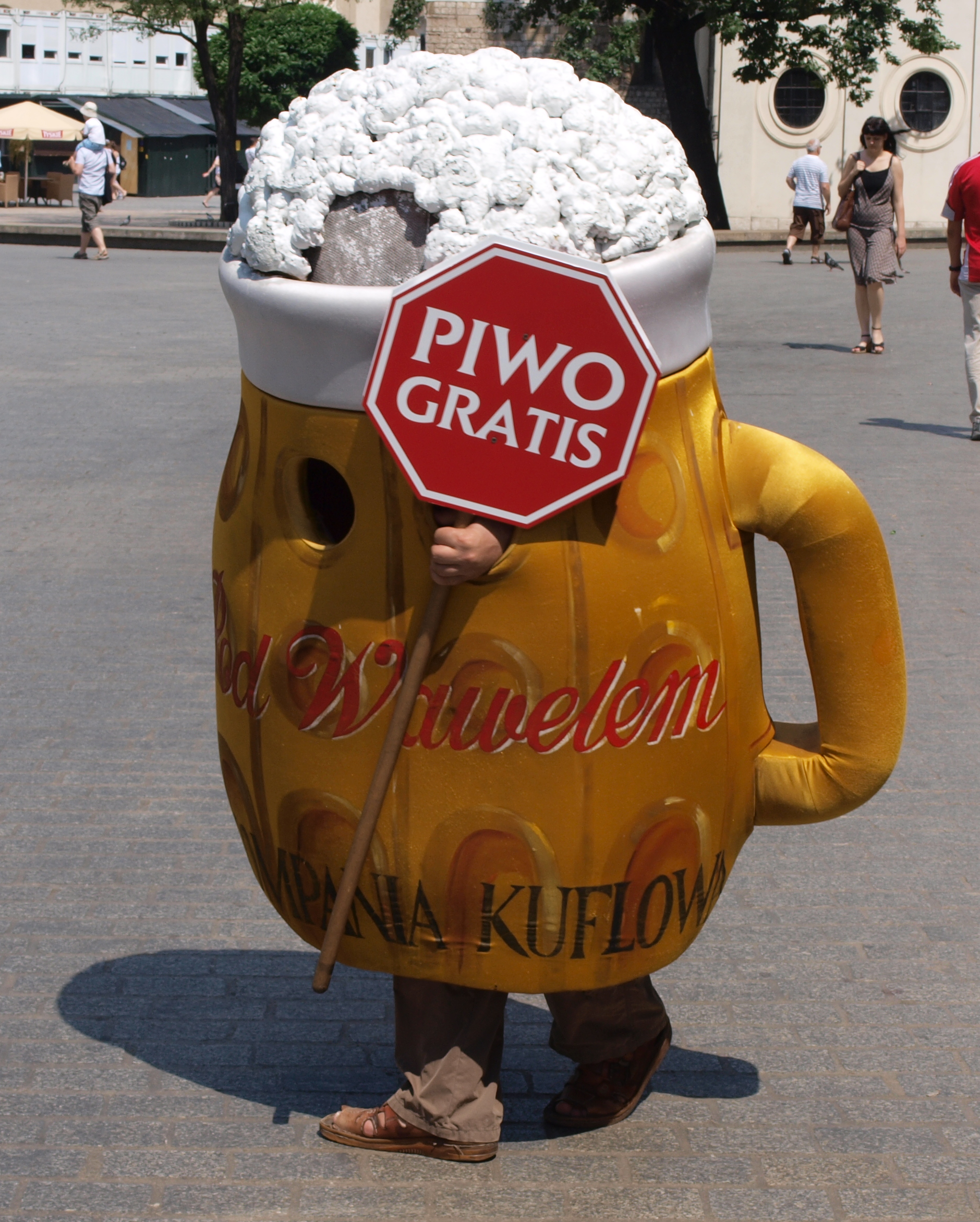
Реклама в центрі Кракова: кухоль пива, тримає табличку з написом «Piwo gratis» (пол. «Безкоштовне пиво»).

Згідно Крістофером Кетлі, що присвятив рухові за вільне програмне запезпечення наукову главу в «Theorizing Media and Practice», перехід від руху за вільне до руху за відкрите програмне забезпечення мав негативний вплив на розвиток спільноти. Члени руху за відкрите програмне забезпечення не вважають, селективність і приватизацію програмного забезпечення неетичною. Попри те, що обидва рухи працюють задля досягнення тих самих суспільних благ, Кетлі стверджує, що, відкидання цього фундаментального принципу вільного програмного забезпечення, нівелює загальну подібність. Попри те, що рухи за вільне та відкрите програмне забезпечення мають різні цінності на цілі, коли справа доходить до практичних проєктів, члени обох спільнот тісно співпрацюють. Станом на 2005 рік, Річард Ґласс вважав відмінності «життєво важливими для тих, що перебувають по різні боки барикад» та водночас «маловажливими для тих, хто вивчає рух з точки зору розробки програмного забезпечення», оскільки вони «не мають великого впливу в цій галузі»..

### Столмен і Торвальдс
Двох найбільш видатних діячів руху, Річарда Столмена та Лінуса Торвальдса, можна вважати уособленням двох філософсько-ідеологічних течій: ціннісної та аполітичної відповідно. Як парадоксально б це не здавалося, сибіоз їхніх праць, породив цілу операційну систему, відому як GNU/Linux, або просто Linux. В суперечці щодо назви, рух за вільне програмне забезпечення відстоює назву GNU/Linux, а не просто Linux, бо GNU був давнім проєктом, що ставив за мету розробку вільної операційної системи, і ядро Linux було лише останнім пазлом цієї справи[джерело?].